# Aérodrome de Magan
Pour les articles homonymes, voir GYG.
L'aéroport de Magan (code IATA : GYG • code OACI : UEMM ) est un aéroport russe situé dans le village de Magan, en République de Sakha à 12 km du centre régional, Iakoutsk. Il fournit des services de transport aérien et d'héliportage pour les villes importantes de la région, aéroport de dégagement en cas de besoin pour l'aéroport de Iakoutsk.

## Histoire
Au cours de la Seconde Guerre mondiale, l'aérodrome fut utilisé pour l'atterrissage d'avions américains livrant des marchandises, l'aéroport de Iakoutsk étant problématique en raison de brouillards trop fréquents.

## Dessertes
| Compagnie      | Destination                                             |
| Polar Airlines | Aéroport d'Aldan, Verkhneouralsk, Nijnekamsk, Oust-Maïa |